# Чныррах (крепость)
Николаевская (Чныррах) крепость — российская крепость XIX—XX веков в 5 км к югу от Николаевска-на-Амуре, на правобережье и левобережье реки Амур и на мысе Чныррах . Расположена рядом с селом Чныррах, на мысе Чныррах и прибрежном горном массиве реки Амур — сопках Владимирская, Иннокентьевская, Преображенская, Сигнальная, Фёдоровская. В мае — июне 1920 года была частично уничтожена советскими войсками Николаевского (Охотского) фронта. Сохранившаяся часть крепости руинированна.

## История строительства
Крепость основана согласно приказу от 01.08.1855 года генерал-губернатора Восточной Сибири Н. Н. Муравьёва, в период Крымской войны, для защиты от англо-французской эскадры, эвакуированной эскадры и населения и учреждений с Камчатки и Сахалина в Николаевский пост.
На первом этапе в 1853—1855 году были построены полевые укрепления и установлена батарея корабельных орудий с фрегата «Паллада», а также боевые погреба на мысе Чныррах.
На втором этапе, в 1865—1870 годах укрепления на мысе Чныррах были перестроены и перевооружены на более современные крепостные орудия.
На третьем этапе, в связи с начавшейся русско-японской войной, в 1904—1905 годах, началось оборудование минной позиции заграждения на фарватере реки Амур и перевооружение крепости. Но на строительство финансирования не хватало, так как основные средства уходили на строительство Владивостокской крепости.
На четвёртом этапе, в 1906—1914 годах, строительство началось по заранее продуманному плану, согласно которому главной задачей крепости стало прикрытие и защита минной позиции на реке Амур, также с учётом обороны Порт-Артура, оборудовались и полевые укрепления для круговой обороны и на противоположном берегу реки с целью защиты крепости и сооружений от флангового обстрела. Строительство было прекращено с началом Первой мировой войны

## Система укреплений крепости
Общая площадь составляет около 450 га, расположенных на правом и левом берегах реки Амур, и на острове Воспри.
В состав обороны входили:
- 5 фортов — «Владимирский», «Заозёрный», «Опасный», «Преображенский», «Сигнальный»;
- 2 артиллерийских редута — «Иннокентьевский», «Федоровский»;
- 3 береговые батареи прикрытия минного заграждения.

## Система вооружения крепости
- батарея «Чныррах» — 6 (шесть) 8" пушек образца 1867 года.
- батарея на мысе Мео — 4 (четыре) 8" пушки образца 1867 года.
- батарея на северо-восточном берегу мыса Чныррах — 6 (шесть) 8" мортир образца 1877 года.
- батарея на северном берегу мыса Чныррах — 6 (шесть) 8" мортир образца 1877 года.
- батарея на северо-западном берегу мыса Чныррах — 6 (шесть) 8" пушек (год изготовления неизвестен).